# Jaime Urrutia Fucugauchi
Jaime Humberto Urrutia Fucugauchi (Chihuahua, Chihuahua, 9 de julio de 1952) es un ingeniero geofísico, especialista en Paleomagnetismo y Geofísica Nuclear. Ha realizado estudios sobre la extinción de organismos, impactos meteóricos y en especial sobre el cráter de Chicxulub. Fue presidente de la Academia Mexicana de Ciencias A.C. entre 2014 y 2017.

## Estudios y docencia
Cursó la licenciatura en ingeniería geofísica en la Facultad de Ingeniería de la Universidad Nacional Autónoma de México (UNAM) obteniendo el título en 1975. Realizó una maestría en física en la Facultad de Ciencias la cual concluyó en 1976. Viajó a Inglaterra para obtener un doctorado, en 1980, por la Universidad de Newcastle upon Tyne. De 1982 a 1983 realizó estudios posdoctorales en la Universidad de Míchigan en Estados Unidos.
Catedrático en la Facultad de Ciencias de su alma mater, desde 1984 es investigador titular “C” del Instituto de Geofísica de la UNAM, el cual dirigió de 1997 a 2005. El 27 de junio de 2013 fue nombrado miembro de la Junta de Gobierno de la UNAM.

## Investigador y académico
Además de colaborar para el Instituto de Geofísica de la UNAM es investigador nivel III del Sistema Nacional de Investigadores (SNI). Entre sus áreas de investigación destacan los estudios de propiedades de rocas y minerales, de Paleomagnetismo y Geomagnetismo, de la estructura de la corteza terrestre y sus placas tectónicas, gravimetría, magnetometría, exploración geofísica, arqueomagnetismo, paleoclimas, paleoambientes y contaminación. Ha realizado investigaciones sobre el impacto del meteorito en Chicxulub empleando métodos magnéticos en el estudio de litologías permitiendo caracterizar y separar las diferentes mineralogías y su asociación con el impacto y la formación del cráter despertando el interés internacional.
Ha sido secretario internacional de la American Geophysical Union. Es miembro de la Academia Mexicana de Ciencias, del American Institute of Physics y miembro del comité del International Year of Planet Earth. Es miembro del Consejo Consultivo de Ciencias de la Presidencia de la República. Fue presidente de la Unión Geofísica Mexicana de 1985 a 1987, así como del Colegio de Ingenieros Geofísicos, de la Unión Mexicana Cuaternario y del capítulo mexicano de The World Academy of Sicences (TWAS). Es presidente de la Sociedad Mexicana de Física. En octubre de 2013 fue elegido miembro de El Colegio Nacional, leyó su discurso de ingreso el 5 de febrero de 2014, el cual fue contestado por el doctor Luis Felipe Rodríguez Jorge.

## Obras publicadas
Ha publicado más de doscientos artículos en revistas, doce volúmenes especiales, sesenta capítulos en libros y treinta artículos sobre política científica y reportes. Entre sus títulos se encuentran:
- “Paleomagnetic data from Tertiary igneous rocks northeast Jalisco” en Earth Planetary Sicence Letter en 1977.
- “Cordilleran Benioff Zones” en Nature en 1978.
- “Preliminary apparent polar wander path for Mexico” en Geophysical Journal of the Royal Astronomical Society eb 1979.
- “Paleomagnetica study of the eastern sector of Chapala Lake and implications for the tectonics of west-central Mexico” en Tectonophysics, coautor, en 1994.
- “Reverse politary magnetized melt rocks form the Certaceous/Tertiary Chicxulub structure, Yucatan peninsula Mexico” en Tectophysics en 1994.
- “Rock magnetic properties of iron ores and host rocks from the Peña Colorada mining district, western Mexico” en Journal of Applied Geophysics, coautor, en 1996.
- “Osmium isotope constraints on the proportion of bolide component in Chicxulub impact melts” en Metoritics Planetary Science, coautor,  en 2004.
- “Paleomagnetic and rock magnetic study of the Yaxcopoil-1 impact breccia sequence, Chicxulub impact crater, Mexico” en Meteoritics Planetary Science, coautor, en 2004.
- “Importance of preimpact crustal structure for the asymmetry of the Chicxulub impact crater” en Nature Geoscience, coautor, en 2008.
- “Stratigraphy of the basal Paleocene carbonate sequence and the impact breccia-carbonate contact in the Chicxulub Crater. Stable isotope study of the Santa Elena borehole rocks” en International Geology Review, coautor, en 2008.
- “Dynamic modeling suggests terrace zone asymmetry in the Chicxulub crater is caused by target heterogeneity” en Earth and Planetary Science Lettes, coautor, en 2008.

## Premios y distinciones
- Premio “Tomás Valles” de Ciencias Exactas en 1986.
- Premio Nacional de Ciencias Puebla en 1988.
- Premio de Ciencias por la Academia Mexicana de Ciencias en 1991.
- Premio “Manuel Maldonado Koerdell” por la Unión Geofísica Mexicana en 1991.
- Premio “Manuel Noriega Morales” por la Organización de Estados Americanos (OEA) en 1992.
- Cátedra Especial “Ezequiel A. Chávez” por el Colegio de Ciencias y Humanidades (CCH) de la UNAM en 1992.
- Premio Universidad Nacional por la Universidad Nacional Autónoma de México en 2007.
- Premio Nacional de Ciencias y Artes en el área de Ciencias Físico-Matemáticas y Naturales por la Secretaría de Educación Pública en 2009.
- Premio El Potosí por el Instituto Potosino de Investigación Científica y Tecnológica en 2010.
- Medalla “M. Bárcena” por la Unión Geofísica Mexicana en 2010.